# Lebedenco, Cahul
Lebedenco este un sat în raionul Cahul, Republica Moldova, reședința comunei cu același nume.
Structură etnică
     moldoveni (41,46%)
     ucraineni (38,94%)
     ruși (7,66%)
     găgăuzi (2,01%)
     bulgari (9,3%)
     români (0%)
     evrei (0%)
     polonezi (0%)
     țigani (0%)
     alte etnii / nedeclarată (0,63%)
Conform datelor recensământului din 2004, populația localității este de 796 locuitori, dintre care 386 (48,49%) bărbați și 410 (51,51%) femei. Structura etnică a populației în cadrul localității arată astfel:
- moldoveni — 330;
- ucraineni — 310;
- ruși — 61;
- găgăuzi — 16;
- bulgari — 74;
- altele / nedeclarată — 5.